# Лалонд, Марк
Марк Лалонд (фр. Marc Lalonde; 16 июля 1929, Иль-Перро, Квебек — 6 или 7 мая 2023, Монреаль) — канадский юрист и политик. Депутат Палаты общин от Либеральной партии, министр здравоохранения и социального обеспечения, министр юстиции, министр энергетики, горной промышленности и природных ресурсов в кабинете Пьера Трюдо, министр финансов в кабинетах Трюдо и Джона Тернера. Офицер ордена Канады (1989), член Канадского зала медицинской славы (2004).

## Биография
Родился в 1929 году в Иль-Перро (Квебек) в семье фермера и местного мэра Жозефа Альбера Лалонда; четвёртый из пяти детей в семье Лалонда и Лоры Сент-Обен. Окончил местную начальную школу, а затем Коллеж Святого Лаврентия в Монреале. Изучал право в Монреальском, а затем в Оксфордском университете, получив в обоих степень магистра, завершил образование в Оттавском университете. В 1955 году, во время учёбы в Монреале, женился на Клер Тетро, секретарше декана факультета права.
В студенческие годы стал активистом движения «Католическое действие», в рядах которого сформировалась группа лидеров квебекской Тихой революции. На раннем этапе участия в политической жизни Канады, в 1959—1960 годах, был специальным советником Дейви Фултона, министра юстиции в консервативном правительстве Дифенбейкера. В дальнейшем вёл адвокатскую практику в Монреале, но в 1967 году вернулся в Оттаву как специальный советник премьер-министра Лестера Пирсона. До 1972 года оставался в штате канцелярии премьер-министра, в том числе с 1968 по 1972 год, при Пьере Трюдо, — как первый секретарь канцелярии. В эти годы Лалонд стал одним из самых влиятельных людей в руководстве страны, определяя, кто получал доступ к премьер-министру, заключая негласные сделки и участвуя во всех политических назначениях. В 1970 году он был посредником между правительствами Канады и Квебека во время действия военного положения в дни Октябрьского кризиса.
В 1972 году избран в Палату общин от округа Утремон. В том же году назначен на пост министра здравоохранения и социального обеспечения, который занимал до 1977 года. С 1976 года выполнял также функции министра по статусу женщин. В должности министра здравоохранения стал соавтором программы «Новый взгляд на здоровье канадцев» (англ. A New Perspective on the Health of Canadians), расширявшей традиционные рамки рассмотрения факторов, влияющих на здоровье граждан. Программа впервые рассматривала влияние окружающей среды и поведенческих стереотипов на здоровье нации. При Лалонде получили значительное развитие национальные исследовательские программы в области здравоохранения.
Лалонд, преданный лично премьер-министру, был убеждённым федералистом, и когда в 1976 году на выборах в Квебеке победила сепаратистская Квебекская партия, Трюдо возложил на него функции координатора отношений между федеральным правительством и провинциями. В 1977 году эти функции были оформлены в министерскую должность, Лалонд стал первым, кто её занял, в 1978 году уступив пост Джону Мерсеру Риду. Сам Лалонд получил взамен портфель министра юстиции.
После недолгого пребывания либералов в оппозиции и возвращения Трюдо к власти в 1980 году Лалонд был назначен министром энергетики, горной промышленности и природных ресурсов. В этом качестве он отвечал за реализацию Национальной энергетической программы. Эта реформа была направлена на достижение Канадой самодостаточности в области ископаемого топлива и была резко отрицательно воспринята в западных провинциях, где её рассматривали как ненужное вмешательство государства в дела энергетической индустрии. В 1981—1982 годах Лалонд участвовал также в процессе переговоров о принятии Канадской хартии прав и свобод, что стало завершающим этапом патриации конституции Канады.
В 1982 году назначен министром финансов Канады. После того как Трюдо объявил о намерении уйти из политики, ожидалось, что и Лалонд завершит политическую карьеру вместе с ним. На партийных выборах Лалонд поддержал кандидатуру Джона Тернера и на некоторое время остался в должности министра финансов в его кабинете, но действительно решил не участвовать в следующих выборах. Вместо этого он выдвинул свою кандидатуру на пост председателя ОЭСР, но эти выборы проиграл. Ушёл с поста министра в июле 1984 года, вернувшись к юридической практике. Занимался коммерческими исками в фирме Stikeman Elliot; среди прочего, представлял интересы Канады в тяжбе с Бразилией по вопросу о производстве региональных реактивных самолётов и с Испанией по вопросу о правах на рыболовный промысел. Входил также в состав канадской делегации на переговорах о Североамериканской зоне свободной торговли. В 1990-е годы выступал как временный судья Международного суда ООН.
Занимал пост председателя совета попечителей монреальской больницы «Отель-Дьё». В 2005 году вернулся в политику как сопредседатель предвыборной кампании Пола Мартина и Либеральной партии в Квебеке. Адвокатская и лоббистская практика Лалонда после 1984 года неоднократно становилась темой общественной дискуссии. В частности, в фокусе внимания оказались его роль как лоббиста табачного концерна (особенно необычная для бывшего министра здравоохранения) и его действия в качества адвоката и лоббиста торговца оружием Карлхайнца Шрайбера, когда в 2008 году вскрылись факты передачи Шрайбером значительных денежных сумм бывшему премьер-министру Канады Брайану Малруни.
Последние десятилетия жизни провёл в Иль-Перро в кругу семьи. Скончался в мае 2023 года в возрасте 93 лет, оставив после себя жену Клэр, двух дочерей и двух сыновей.

## Награды и звания
В 1988 году награждён медалью «За исключительный вклад в здравоохранительную политику» от Всемирной организации здравоохранения. На следующий год произведён в офицеры ордена Канады, а в 2004 году внесён в списки Канадского зала медицинской славы.
Обладатель почётных научных степеней Университета Западного Онтарио и Транснационального университета Лимбурга (Маастрихт).